# Kei Ichikawa
Kei Ichikawa (japanisch 市川 けい Ichikawa Kei; * 22. April in Akita) ist eine japanische Mangaka, die auch unter dem Pseudonym Hyakkei publiziert.

## Werdegang und Werk
Ab 2005 veröffentlichte Ichikawa Fancomics zu bekannten Serien (Dōjinshi), vor allem zu Gin Tama. Diese erzählten alle homoerotische Liebesgeschichten (Yaoi). Dem Thema blieb sie auch in ihrem weiteren Werdegang treu, sodass all ihre Werke dem Genre Boys Love zuzuordnen sind. Ichikawas erste kommerziell veröffentlichte Serie war Slow Starter in den Jahren 2010 und 2011. Sie erzählt von der Liebe zwischen zwei Schülern, die beide von der Schule gelangweilt sind und schwänzen. Es folgten viele weitere kurze Serien, Kurzgeschichten sowie Beteiligungen an Anthologien. Mit Colorful Line erschien 2022 erstmals ein Manga von Ichikawa auf Deutsch, verlegt von Egmont Manga. Er dreht sich um zwei befreundete Studenten, der eine schon länger in den anderen verliebt und der andere zunächst nur betrunken nach einer Trennung zu einer Beziehung bereit. Seit 2023 erscheint auch Ichikawas bisher längste Serie auf Deutsch bei Planet Manga: Blue Sky Complex. In Japan erscheint die Serie seit 2014 und hat einige Nebengeschichten erhalten. Sie erzählt von der Liebe zwischen zwei sehr unterschiedlichen Oberschülern, die sich beim Bibliotheksdienst kennenlernen.

## Bibliografie (Auswahl)
- Slow Starter (2010–2011, 1 Band)
- Kocchi Muite Waratte (こっち向いて笑って, 2012–2013, 1 Band)
- Slow Days (2012–2014, 1 Band)
- Colorful Line (2013, 1 Band)
- Natura-turaly (2013–2016, 1 Band, Kurzgeschichtensammlung)
- If You Call It Love! (それを恋心と呼ぶのなら Sore o Koigokoro to Yobu no Nara, 2014, 1 Band)
- Hello again (2014–2015, 1 Band)
- Look at me – Kocchi Muite Waratte (ルッカットミー こっち向いて笑って, 2014–2016, 1 Band)
- Blue Sky Complex (seit 2014, 10 Bände)
- Bright Light Sprout (2015–2017, 2 Bände)
- Stray Bullet Baby (2016–2017, 1 Band)
- Blue Sky Complex Bangai-hen: Indigo Blue no Gradation (ブルースカイコンプレックス番外編 インディゴブルーのグラデーション, 2017, 1 Band)
- Stray Bullet Baby Tokubetsuhen (ストレイバレットベイベー特別編, 2018, 1 Band)
- Nagaku mo Mijikaki Koi no Hanashi (長くも短き恋の話, 2020, 1 Band)
- Koi no Kokoro no Mukougawa: Sore o Koigokoro to Tobu no Nara (こいのこころのむこうがわ それを恋心と呼ぶのなら, 2021, 1 Band, Kurzgeschichtensammlung)